# Bardulia

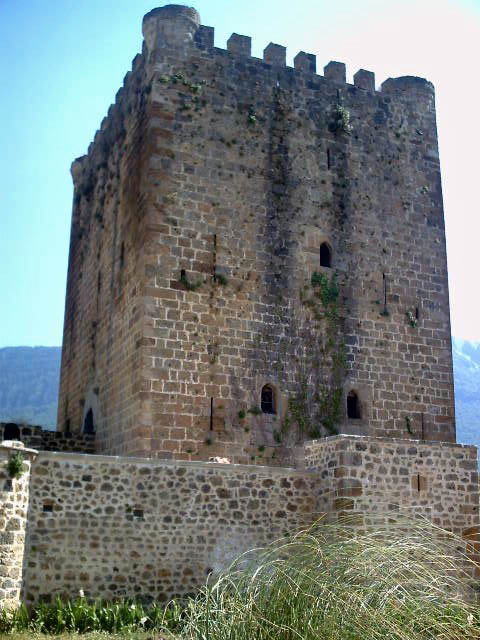
Torre medieval de los Velasco en Lezana de Mena, plena Bardulia.

Bardulia o Vardulia es el nombre antiguo de las regiones que conformaban el territorio que finalmente pasaron a ser denominados con el nombre de Castilla, territorio ubicado al norte de la provincia de Burgos.
El término Bardulia o Vardulia procede de la tribu prerromana de los bárdulos (o várdulos) que en época prerromana y romana poblaban la parte oriental de la costa cantábrica (situados en la mayor parte de la provincia de Guipúzcoa). Algunos afirman que los várdulos también englobaban o bien terminaron asimilando a caristios y autrigones.
Se ha especulado que una posible expansión vascona (vasconización tardía), ocupando el actual País Vasco, entre los siglos  VI-VIII d. C. ocasionara migraciones de este pueblo hacia lo que en documentos de la Baja Edad Media se llamará Bardulia.

## Adopción del término

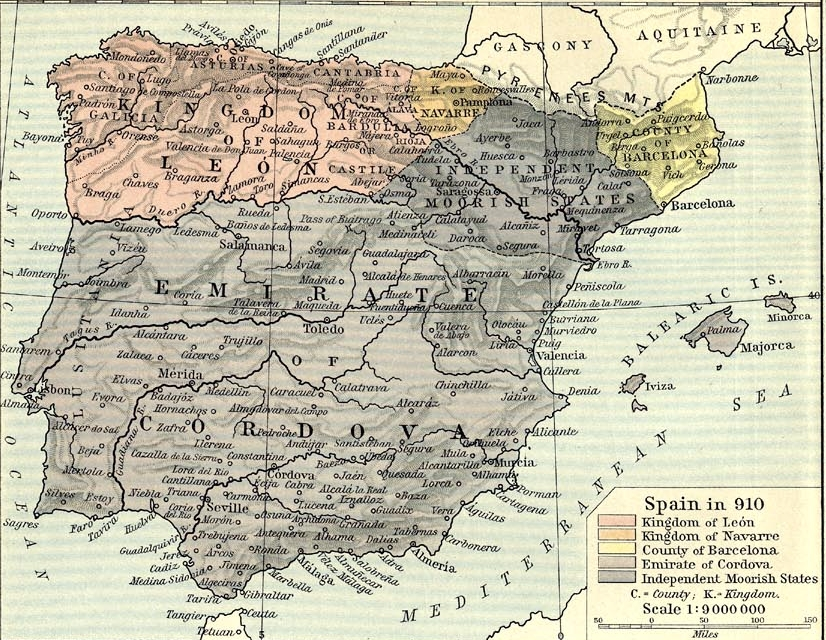
El Condado de Bardulia o Castilla estaría en la parte oriental del reino de León, año 910.

La definitiva adopción del término Castilla aparece antes del siglo IX. En la Crónica de Alfonso III, donde, relatando las conquistas de Alfonso I, textualmente dice 

Eo tempore populantur Primorias, Lebana, Transmera, Supporta, Carranza, Bardulia quae nunc appellatur Castella
("...Bardulia, que ahora es llamada Castilla").
Crónica de Alfonso III 

## Consideraciones sobre la identificación de Bardulia y Castilla

### Argumentos a favor
La primera mención de Bardulies está en la Crónica de Alfonso III. Tras varias redacciones, aparecerá en otros textos cronísticos. Hay seis textos en que se llama así a Castilla.
Los cuatro primeros textos pertenecen a la Crónica de Alfonso III, en sus dos redacciones: «Bardulies qui (quae) nunc uocitatur (appellatur) Castella» y la «Barduliensem provintiam» a la que se encaminará Ramiro para tomar esposa y donde se hallaba al morir Alfonso II.
La Historia Silense, escrita en los primeros años del siglo XII, dice de Ramiro I: 

«cum Bardulies, quae nunc Castella vocatur, ad accipiendan uxorem accederet».

También cita a Bardulia la Crónica najerense (mediados del siglo XII) y la falsificación de la donación a los obispados de Lugo y Oviedo (siglos XI-XII).
En la primera mitad del siglo XIII, Lucas de Tuy menciona dos veces a Bardulia.
Y Jiménez de Rada, en su alusión a Ramiro que al morir Alfonso II, 

«in Bardulia pro accipienda uxore aliquandiu fecit moram»

 y en otro lugar en que nos recuerda la redacción alfonsina al escribir: 

«nobiles Barduliae, quae nunc Castella dicitur».

En la Primera Crónica General de Alfonso el Sabio se dice cuatro veces Bardulia.
Según los Anales Compostelanos, Albutaman fue muerto en la era 844 (año 806) en Pisuerga, 

«quando venit in Bardulias».

Sánchez-Albornoz dice del nombre de Bardulia 

«estaba difundido en la misma Castilla durante el siglo IX, lo que se aviene mal con su origen erudito».

 y no cree que Alfonso III incurriera en error; pero sus palabras, sin embargo, no reflejan un total convencimiento: 

«Es muy probable que Alfonso III no cometiera un error erudito al identificar Bardulies con Castilla».

 Y se demora explicando cómo pudo llegarse a la ecuación Bardulies = Castilla primitiva; 

«Si había error en la identificación de Vardulia y Castilla —escribe—, ese error estaba difundido en la misma Castilla durante el siglo IX, lo que se aviene mal con su origen erudito».

### Argumentos en contra
Los argumentos a favor se basan en la autoridad del texto alfonsí. Y ella se encuentra hoy en tela de juicio.
Hay diecisiete menciones de Bardulia desde fines del siglo IX a mediados del XIII y todas pertenecen a la Crónica de Alfonso III o derivan, directa o mediatamente, de ella. Todas son de índole erudita. En buena crítica histórica interesa más valorar los testimonios y su relación mutua, que contar su número. Las 17 menciones de Bardulia son todas derivadas de la crónica alfonsí.
En 1948, Ramos Loscertales, sin dar a conocer las razones en que se fundamenta y a pesar de la evidencia que representa la presencia del topónimo Castro Urdiales o Castrum Varduliae a unos veinte kilómetros al norte del territorio que inicialmente fue llamado Castilla, que era el Valle de Mena y terrenos colindantes, obviamente confundiendo aquella Castilla primitiva con las dos mesetas centrales, dice que 

"jamás Castilla se llamó Bardulies" y que nos encontramos simplemente ante "un desafortunado rasgo de erudición del autor de la Crónica, del mismo calibre que otro usado por él en pocas líneas más arriba y que le sirve para identificar a Zamora con Numancia" (Numantia, qui nunc uocitatur, Zamora).

 olvidando u omitiendo que, hasta el descubrimiento de las ruinas de Numancia por Eduardo Saavedra a finales del siglo XIX, algunos historiadores consideraban que Numancia se asentaba en las proximidades de Zamora. Cesáreo Fernández Duro, en su Historia de la ciudad de Zamora, presenta una lista de 27 escritores que defienden esta teoría (entre los que se encuentra Alfonso X el Sabio) y de 58 que están en contra.
En contra de las tesis de Sánchez-Albornoz está la recopilación de Antonio C. Floriano que publica en su Diplomática española del período astur un par de centenares de documentos que van de 718 a 910. El nombre de Bardulia aparece en uno solo y es un documento falso y compuesto en los siglos XI-XII. Además de que su falsedad es manifiesta, se advierte en él una clara influencia de la Crónica de Alfonso III, como lo prueba la alusión a las conquistas de Alfonso I en la «Barduliense provincia». En cambio, el nombre de Castilla aparece con frecuencia. Ciñéndonos a diplomas del siglo IX hemos registrado los siguientes:
- 30 de noviembre de 816. El conde Gundesindo dona al monasterio de Fistoles varios lugares «foras monte in Castella».
- 18 de enero de 822. Fundación del monasterio de Tobiellas.
- 18 de enero de 836. Fundación del monasterio de Asia.
- 4 de julio de 853. Fundación de San Martín de Potancre.
- 4 de julio de 853. Fundación de San Martín de Flavio en el valle de Losa.
- 4 de julio de 855. Repoblación de las iglesias de San Román y San Pedro de Dondisla.
- 1 de mayo de 867. Fundación y dotación del monasterio de Orbañanos.[2]
- 871. Confirmación de donaciones al monasterio de san Vicente de Ocoizta.[3]
- 28 de abril de 887. Carta de dotación a su esposa Ildoncia por Sisnando.[4]
- También la Crónica Albeldense, escrita en el siglo IX, ignora el nombre de Bardulia y utiliza el de Castella.
- Y lo ignorará en el siglo X Sampiro.

Sánchez-Albornoz y el autor de la Crónica de Alfonso III se equivocan al identificar Bardulia con la antigua Castilla, ya que no hay lugar a la conclusión que pretenden. En primer lugar, los anales son ellos mismos un texto erudito. El análisis de las noticias que recogen ha inducido a Gómez Moreno a creerlos de origen monacal. Iniciados hacia fines del siglo X, acaso en Cardeña, y escritos en su fase final en La Rioja y, más concretamente en Santo Domingo de la Calzada y bajo dominio navarro. Iniciados a finales del siglo X —no en el siglo IX como interesaría para la tesis de Sánchez-Albornoz—, la redacción que ha llegado a nosotros los retrasa hasta mediados del siglo XIII, ya que menciona la toma de Sevilla por Fernando III. Indudablemente utilizó materiales anteriores. ¿De dónde tomó el nombre de Bardulias? Sánchez-Albornoz afirma que su autor no conocía la crónica alfonsina. ¿Tampoco conoció ninguna de las posteriores que de ella recogieron el nombre?
Pese a las tesis de Sánchez-Albornoz, nada autoriza a afirmar la difusión del nombre de bardulias en Castilla en el siglo IX. "Castella Vetula", o Castilla "la vieja", pudiera haber sido el error de memoria o asociación que diera pie al cronista de identificarla con los vecinos Várdules.
La afirmación de que tal fuera el nombre primitivo de Castilla entra en las crónicas apoyada exclusivamente en el texto alfonsino. Fuera de las crónicas no ha llegado a nosotros constancia alguna de él. Todo ello hace que no parezca improbable la sugerencia de Ramos Loscertales, que aunque no informa cuál era el nombre que tenía Castilla antes de recibir tal nombre de Castilla si es que no tenía previamente el de Bardulia, de que se trata de un desafortunado rasgo de erudición de la Crónica de Alfonso III, también a pesar de la proximidad del cronista al tiempo en que ocurrieron los hechos que relata, por mucho que se tratara de un rasgo "común a la época".
En todo caso es fundamento insuficiente para afirmar el corrimiento hacia occidente de la población várdula a pesar de la prueba de tal desplazamiento que representa el que exista al norte de Castilla una población llamada Castro Urdiales -Castrum Varduliae o Fortaleza de los Vardulos-. Alguien ha aducido el topónimo Bardauri en las proximidades de Miranda de Ebro (actualmente es un barrio de dicha ciudad). Significaría «Villa de Bárdulos». Estos argumentos basados en problemáticas etimologías siempre son endebles. ¿Qué deduciríamos de los topónimos Bardullas (municipio de Mugía, provincia de La Coruña) y Bardullo (municipio de Coaña, Oviedo) o también Castro Urdiales en la actual Cantabria y a solo unos veinte kilómetros de la inicial Castilla, es decir, los territorios centrados en el Valle de Mena de la actual provincia de Burgos?

### Argumentos neutros
Sobre el nombre de Vardulia aplicado a la antigua Castella Vetula, escribió Andrés Eliseo de Mañaricua, en su libro Vizcaya, siglos VIII al XI. Los orígenes del señorío, págs. 28-33: 

“La misma crónica al relatar el reinado de Alfonso I (739-757), entre los lugares repoblados por el rey astur menciona: «Bardulies qui nunc uocitatur Castella»; las bardulias que ahora se llaman Castilla. En tiempos romanos los várdulos se asentaban sobre el solar de la actual Guipúzcoa, asomándose al mar hasta el río Deva por occidente y adentrándose hacia el sur por tierras alavesas. Castilla, según los diplomas del siglo VIII, se hallaba situada en tierras autrigonas, «foras montes», al sur de la cordillera y al norte de la Bureba, al occidente de los valles de Mena, Losa y Valdegobia. El denominar Bardulies a Castella Vetula ¿implica que entre los siglos V y VIII los várdulos se habían desplazado de su asiento tradicional a tierras autrigonas, donde se situaría la futura Castilla Vetula? Y en este desplazamiento ¿habrían arrastrado consigo a los caristios, establecidos entre ellos y los autrigones? Es la explicación que adopta Sánchez-Albornoz: los vascones más fuertes que los pueblos vecinos obligaron a estos a desplazarse hacia el Suroeste.

Barbero y Vigil apuntan una nueva explicación del nombre: «es un nombre étnico prerromano, aplicado a una región vecina a la habitada por los várdulos en época romana... Los étnicos eran utilizados poco correctamente por los historiadores visigodos». A favor de un desplazamiento hacia el oeste de los várdulos está el moderno topónimo Castro Urdiales, que parece derivar de Castrum Vardulies.
Otra explicación es que los várdulos fueran un grupo de pueblos en el que se incluirían los caristios y los autrigones (varios autores de la antigüedad romana sólo mencionan a los várdulos entre los cántabros y los vascones, los caristios no son citados en la Edad Media). Y Castilla nace en territorio autrigón, en una Vardulia amplia.